# Klart spår till Tomteboda
Klart spår till Tomteboda var Sveriges Radios och Sveriges Radio-TV:s adventskalender 1968. Den är skriven av Karl-Aage Schwartzkopf och producerad av Bo Billtén.

## Handling
Handlingen utspelas på Tomteboda järnvägsstation. Huvudpersoner var stinsen Svante Semafor, hans fru Susanna och den pensionerade lokeldaren Sigge Sot. De talade slang och drog vitsar. Det var även små sång- och musikinslag, bland annat ett med den dåvarande popgruppen Fabulous Four. 

## Medverkande

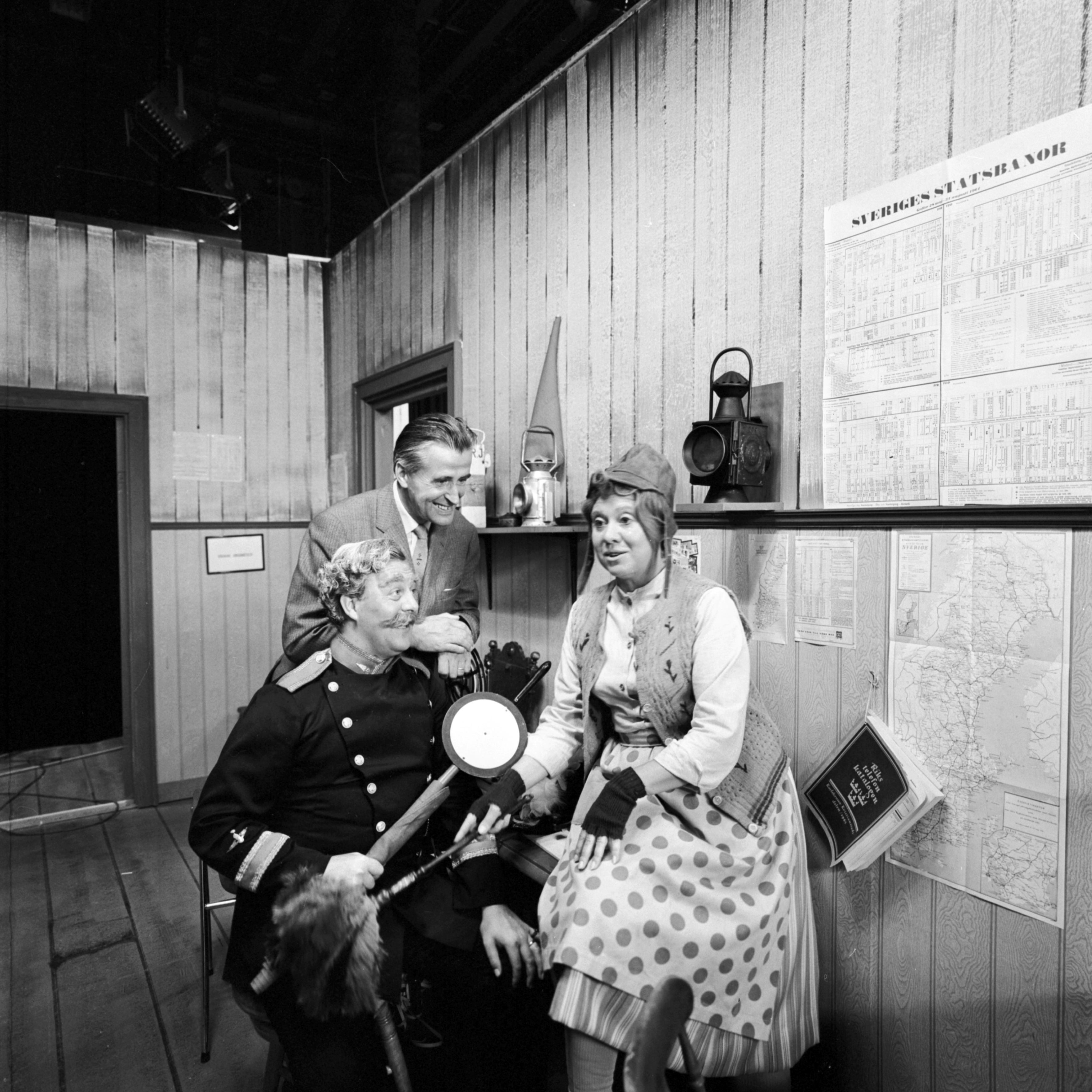
Inga Gill och Hans Lindgren under inspelningen

### Huvudroller
- Svante Semafor – Hans Lindgren
- Susanna – Inga Gill
- Sigge Sot – Arne Källerud

### Övriga medverkande (ej komplett)
- Curt Broberg
- John Harryson
- Mille Schmidt
- Lasse Åberg
- Brita Öberg
- Fabulous Four (musikgrupp)
- Stockholms spårvägars musikkår

## Papperskalender

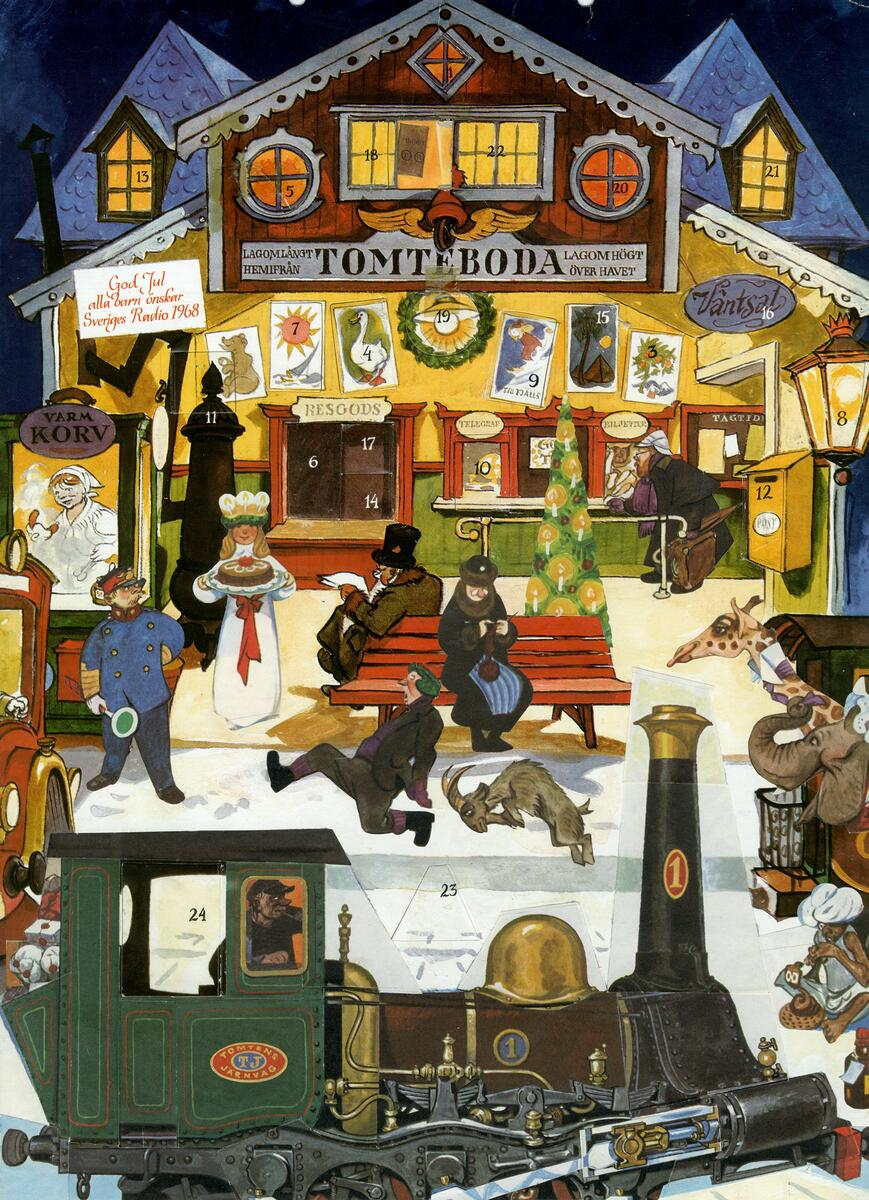
Papperskalender

Årets papperskalender ritades av Eric Palmquist och föreställer järnvägsstationen i Tomteboda med ett lok av typen Fryckstad i förgrunden. Mitt i bild står en väntebänk och till vänster ett korvstånd. På stationshuset hänger det diverse ritningar, det finns även en biljettlucka och väntsal. Luckorna är huvudsakligen utsatta på objekt såsom fönster, en brevlåda och en lampa.

## Utgivning
Serien har varit publicerad i sin helhet i SVT:s Öppet arkiv. Serien publicerades i bokform, illustrerad av Eric Palmquist, år 1968 av Sveriges Radio.

## Mottagande
Eftersom föregående års julkalender Gumman som blev liten som en tesked blev så omtyckt och hade gått i repris några veckor tidigare, var förväntningarna höga på Klart spår till Tomteboda. Kalendern fick dock kritik i pressen eftersom den ansågs obegriplig för små barn, och en recensent menade att den var "dummare än tåget".

### Fotnoter
1. ↑  ”Klart spår till Tomteboda”. Sveriges radio. 15 maj 1968. http://sverigesradio.se/barn/julkalendrar/kalender_text/1968_text.html. Läst 5 december 2014.
2. ↑  ”"Fryckstad" vid Frykstads Järnväg (1855) | Det bortglömda loket”. digitaltmuseum.se. https://digitaltmuseum.se/021188467888/fryckstad-vid-frykstads-jarnvag-1855-det-bortglomda-loket. Läst 19 november 2023.
3. 1 2  Stenudd, Solveig (2004). Teskedsgumman, Pettson, Pelle Svanslös och alla de andra : julkalendern i radio och TV genom tiderna (Ny, utök. version). Sveriges television (SVT). sid. 30-31. ISBN 91-975013-0-1. OCLC 186559284. https://www.worldcat.org/oclc/186559284. Läst 3 februari 2023
4. ↑  ”Jul i Öppet arkiv”. Öppet arkiv - Bloggen. 24 november 2018. Arkiverad från originalet den 2 mars 2021. https://web.archive.org/web/20210302205925/https://blogg.svt.se/oppet-arkiv/jul-%C3%B6ppet-arkiv/. Läst 30 januari 2019.
5. ↑  Schwartzkopf, Karl-Aage; Palmquist Eric (1968). Klart spår till Tomteboda. Stockholm: Sveriges radio. Libris 1438758
6. ↑  Jan Gradvall (1996). TV! Nedslag i Sveriges Televisions historia. Stockholm: Sveriges Radios förlag. ISBN 91-522-1780-9
7. ↑   När Var Hur 1999. DN